# Colton Herta
Colton Herta (Valencia, Californië, 20 maart 2000) is een Amerikaans autocoureur. Hij is de zoon van voormalig autocoureur Bryan Herta en momenteel actief in de Amerikaanse IndyCar Series.

## Carrière
Herta maakte zijn autosportdebuut in het karting op tienjarige leeftijd in 2010, waarin hij tot 2013 bleef rijden. Dat jaar maakte hij zijn debuut in het formuleracing in de SBF2000 Summer Series. In 2014 reed hij eenmalig in het Global RallyCross Championship Lites.
In 2015 maakte Herta de overstap naar Europa, waarin hij zijn debuut maakte in de MSA Formula voor het team Carlin als de jongste coureur en enige Amerikaan in een veld met voornamelijk Britse coureurs. Tijdens het vierde raceweekend op Oulton Park behaalde hij zijn eerste podiumplaats, voordat hij tijdens het zesde weekend op het Snetterton Motor Racing Circuit zijn eerste twee overwinningen behaalde. Hierna won hij nog races op de Rockingham Motor Speedway en op Brands Hatch, waardoor hij achter Lando Norris en Ricky Collard derde werd in het kampioenschap met 355 punten.
In 2016 zou Herta oorspronkelijk uitkomen in het hernieuwde BRDC Britse Formule 3-kampioenschap voor Carlin, maar hij was te jong om deel te nemen aan de openingsronde van de serie en ging in plaats daarvan in de Euroformula Open rijden voor Carlin. Hij kende een enigszins moeizame start van het seizoen, maar won in de tweede helft van het jaar races op de Red Bull Ring (tweemaal), het Circuito Permanente de Jerez en het Circuit de Barcelona-Catalunya. Mede hierdoor werd hij achter Leonardo Pulcini en Ferdinand Habsburg derde in de eindstand met 199 punten. Daarnaast werd hij met zes overwinningen tweede in het rookiekampioenschap achter Habsburg. Tevens reed hij in twee raceweekenden van de Britse Formule 3 als vervanger van Lando Norris, die andere verplichtingen had, en won hierin een race op Brands Hatch. Ook nam hij dat jaar deel aan de Masters of Formula 3 en eindigde hierin als dertiende.
In 2017 keert Herta terug naar de Verenigde Staten om deel te nemen aan de Indy Lights voor het team Andretti Autosport, waar hij twee jaar blijft rijden.

### IndyCar
In 2019 stapt hij over naar de IndyCar Series. Herta rijdt dat jaar voor het team Harding Steinbrenner Racing en behaalt dat jaar twee overwinningen. Herta eindigt het jaar op de zevende plaats. Slechts vijf punten achter de andere rookie Felix Rosenqvist en loopt zo net de titel  Rookie van het jaar mis. In 2020 blijft Herta rijden voor Harding Steinbrenner. Met één overwinning eindigt hij dat jaar op de derde plek in het kampioenschap.
In 2021 maakt Herta de overstap naar Andretti Autosport.
In maart van 2022 wordt Herta gecontracteerd door McLaren voor hun testprogramma. In juli mag hij de Mclaren Formule-1 auto van 2021 testen op het circuit van  Portimao in Portugal.
In de laatste maanden van 2022 toonde het Formule 1-team van Red Bull Racing interesse in Colton Herta om hem een racestoeltje aan te bieden voor het seizoen van 2023 binnen hun AlphaTauri-team. Helaas bleek Herta niet over voldoende punten op zijn Super Licentie te beschikken die vereist waren om deel te nemen aan de Formule 1-races. Red Bull benaderde de FIA met het verzoek om een uitzondering voor Herta, maar dit verzoek werd afgewezen. Hierdoor verloor Red Bull de interesse in Herta, en de beoogde overstap naar de Formule 1 kwam niet tot stand.
In het daaropvolgende jaar, 2023, nam Herta opnieuw plaats achter het stuur voor het team van Andretti in de IndyCar. Het bleek een uitdagend en frustrerend seizoen te zijn, gekenmerkt door het ontbreken van overwinningen en slechts één podiumplaats.

## Resultaten
| Jaar | Team                        | Races | 1ste | 2de | 3de | 4de | 5de | Rang | Ptn |
| ---- | --------------------------- | ----- | ---- | --- | --- | --- | --- | ---- | --- |
| 2018 | Harding Racing              | 1     | -    | -   | -   | -   | -   | 37   | 20  |
| 2019 | Harding Steinbrenner Racing | 17    | 2    | -   | -   | 1   | -   | 7    | 420 |
| 2020 | Harding Steinbrenner Racing | 14    | 1    | 1   | -   | 3   | 2   | 3    | 421 |
| 2021 | Andretti Autosport          | 16    | 3    | 1   | 1   | 1   | 1   | 5    | 455 |
| 2022 | Andretti Autosport          | 17    | 1    | 1   | -   | 1   | 2   | 10   | 381 |
| 2023 | Andretti Autosport          | 17    | 0    | 0   | 1   | 1   | 1   | 10   | 356 |
| 2024 | Andretti Autosport          | 18    | 2    | 2   | 2   | 3   | 2   | 2    | 513 |